# Maloelap
El atolón Maloelap se compone de 75 islas. Se encuentra en el océano Pacífico y pertenece a las Islas Marshall o Islas de los Pintados en español, como fueron llamadas estas islas por los descubridores españoles. El área asciende a 9,8 km² y la laguna abarca 973 km². La población, en 1999, ascendía a 856.
Descubierta el 21 de agosto de 1526, por la expedición española de García Jofré de Loaísa. Fue nombrada como isla de San Bartolomé, por Toribio Alonso de Salazar, que comandaba la expedición en aquellos momentos.
- Datos: Q567926
- Multimedia: Maloelap Atoll / Q567926